# لي تشي أن
لي تشي أن مواليد 7 يوليو 1945 في كوريا الشمالية، هو لاعب كرة قدم كوري شمالي كان يلعب في مركز الهجوم. مثّل منتخب كوريا الشمالية لكرة القدم. سبق له أن لعب في كأس العالم لكرة القدم مع منتخب بلاده في مونديال عام 1966م.

## المسيرة الاحترافية

### أندية لعب لها
- نادي 25 أبريل

## روابط خارجية
- لي تشي أن على موقع الاتحاد الدولي (مؤرشف)  (الإنجليزية)
- لي تشي أن على موقع قاعدة بيانات كرة القدم.إي يو (الإنجليزية)
- لي تشي أن على موقع Soccerway.com (الإنجليزية)
- لي تشي أن على موقع عالم كرة القدم.نت (الإنجليزية)